# 櫃

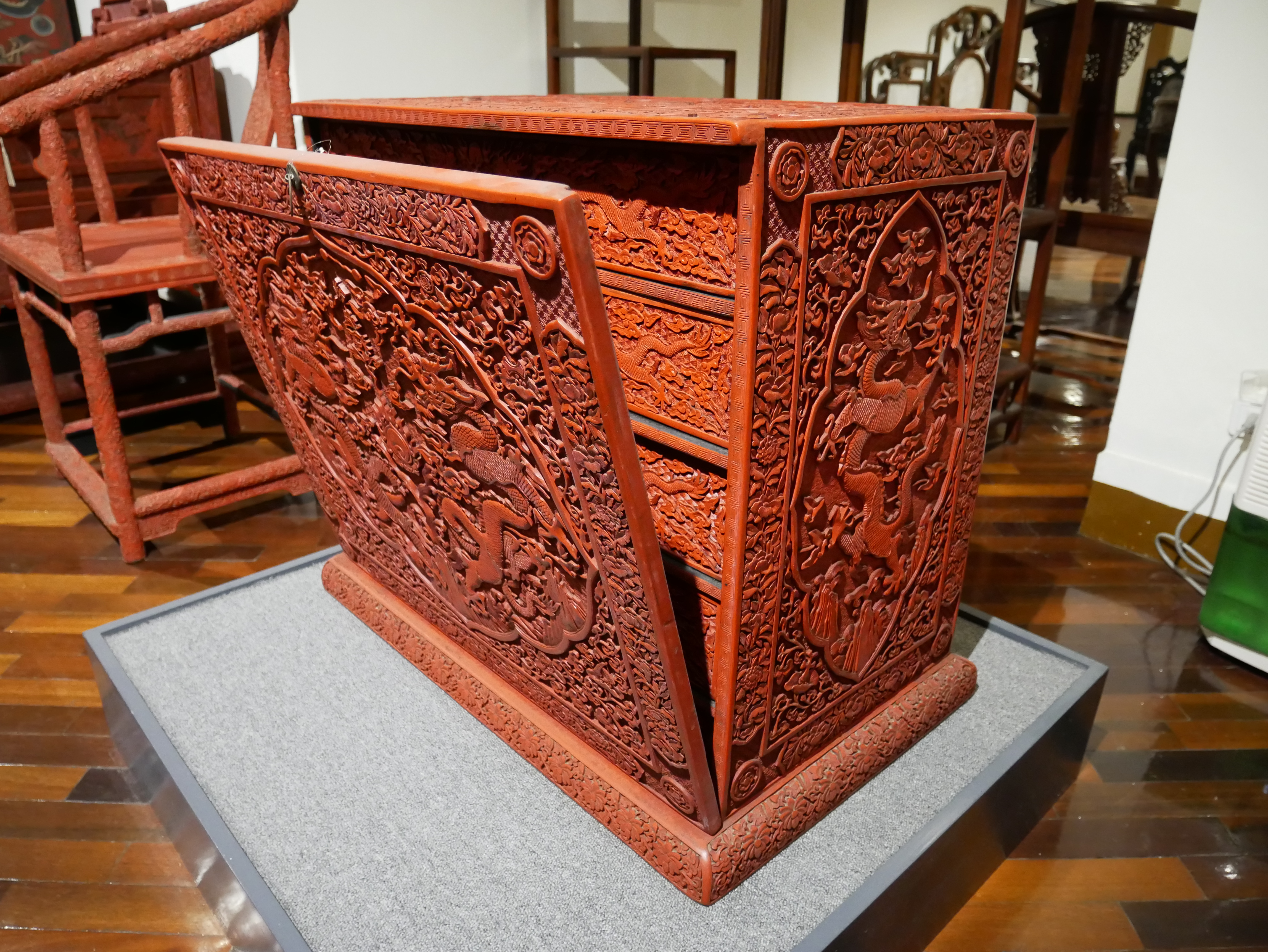
清式雕漆雲龍五屜盒式櫃

櫃是指一個由盒組成的傢俱，它可以是一件獨立的傢俱，又或者是置入於牆內。櫃的最主要功能是存放物品，因此櫃由一對或多於一對的門組成，門上並設有門手，方便打開。打開門後，便可將物品收於櫃內。櫃泛指一般儲存物品的盒，但如果該櫃具有特定的用途，便可稱作為衣櫃、書櫃或櫥櫃。